# Карл Вилхелм фон Хесен-Дармщат
Карл Вилхелм фон Хесен-Дармщат(на немски: Karl Wilhelm von Hessen-Darmstadt; * 17 юни 1693 в Нида; † 17 май 1707 в Гисен) е принц от Хесен-Дармщат.
Той е вторият син на ландграф Ернст Лудвиг от Хесен-Дармщат (1667 – 1739) и първата му съпруга принцеса Доротея Шарлота фон Бранденбург-Ансбах (1661 – 1705), дъщеря на маркграф Албрехт II фон Бранденбург-Ансбах (1620 – 1667) и втората му съпруга графиня София Маргарета фон Йотинген-Йотинген (1634 – 1664).
На четири години баща му го номинира на полковник на новообразувания районен полк в Хесен-Дармщат. След две години Карл Вилхелм е даден за възпитание на Йохан Конрад Дипел в Гисен, където ландграфската фамилия е избягала от френската войска.
Карл Вилхелм умира на 13 години през испанската наследствена война, неговият по-малък брат принц Франц Ернст фон Хесен-Дармщат взема неговото място в полка.